# Védulphe
Védulphe ou Wedulphe (†580) est un prêtre franc et évêque d'Arras puis de Cambrai qui succéda à l'évêque Dominique d'Arras en 545. Il décida la création d'une nouvelle résidence épiscopale à Cambrai, et obtint le transfert du siège du diocèse dans cette ville au concile de Berny. Selon l'abbé Destombes, ce transfert pourrait s'expliquer par la position plus centrale de Cambrai, et selon Dom Devienne, par les dévastations qu'avait connues Arras au cours des décennies précédentes, et qui avaient décimé sa population. Les rares informations dont on dispose sur Védulphe sont tirées de la Gallia Christiana. Il est traditionnellement célébré le 27 mars,.